# Adolf Himmel
Adolf Himmel (* 9. August 1928 in Moers; † 5. März 2013) war ein deutscher Autor und Übersetzer von Kinder- und Jugendliteratur.

## Leben
Adolf Himmel promovierte in Anglistik und arbeitete auf einem Schiff als Sprachlehrer für Auswanderer und amerikanische Studenten auf Europareise. Er arbeitete für verschiedene Verlage und den WDR und veröffentlichte mehrere Romane und Kinderbücher. Er war Leiter des Goethe-Instituts Porto. Für seine Bemühungen um den Kulturaustausch zwischen Deutschland und Portugal erhielt Adolf Himmel am 27. September 1993 das Bundesverdienstkreuz am Bande.
Er war verheiratet mit Ilse Himmel, die ebenfalls Übersetzerin von Kinder- und Jugendbüchern ist. Das Ehepaar lebte seit 1959 in Portugal. Himmel verstarb am 5. März 2013 mit 84 Jahren im Kreise seiner Familie an Krebs.

## Bibliographie

### Kinder- und Jugendbücher
- Heimlich auf hoher See. S. Mohn Verlag, 1959
- Joaquim muss nach Casablanca. Illustrationen von Horst Lemke. S. Mohn Verlag, 1961
- Fauler Zauber auf Schloss Fionn. Illustrationen von Hans-Georg Lenzen. S. Mohn Verlag, 1962
- Das Haus unter den schwarzen Zypressen. Herold Verlag, 1964
- Jojo und Nikolaus. Illustrationen von Adolf Oehlen. S. Mohn Verlag, 1964
- Jojo und Nikolaus und das Martinsfest. Illustrationen von Adolf Oehlen. S. Mohn Verlag, 1965
- Fips, Mumps und Köpfchen und der Mann mit der blauen Weste. Illustrationen von Barbara Kapferer. Herold Verlag, 1965
- Fips, Mumps und Köpfchen und der Perlendieb. Illustrationen von Barbara Kapferer. Herold Verlag, 1966
- Frederico Oktopod. Illustrationen von Franz Josef Tripp. S. Mohn Verlag, 1967
- Auf Schatzsuche in der Römerheide. Illustrationen von Adolf Oehlen. O. Maier, 1968
- Tünne Tintenfisch. Illustrationen von Franz Josef Tripp. Bertelsmann Jugendbuchverlag, 1971

### Übersetzungen

#### Kinder- und Jugendliteratur
von Michael Noonan
- Ein Held aus bunten Fetzen. S. Mohn Verlag, 1960 (Originaltitel: Patchwork Hero)
- Fliegender Doktor Jeremy. S. Mohn Verlag, 1962 (Originaltitel: Flying Doctor)
- Der Fluch des schwarzen Zauberers. S. Mohn Verlag, 1966 (Originaltitel: Flying doctor on the Great Barrier Reef)

von Enid Blyton
- Schwarze Sieben auf der Fährte. Illustrationen von Kurt Schmischke. Blüchert Verlag, 1962 (Originaltitel: Secret Seven on the trail)
- Gute Arbeit, Schwarze Sieben! Illustrationen von Kurt Schmischke. Blüchert Verlag, 1964 (Originaltitel: Good Work, Secret Seven)
- Die Schwarze Sieben schafft es. Illustrationen von Kurt Schmischke. Blüchert Verlag, 1964 (Originaltitel: Secret Seven win through)
- Hoch, die Schwarze Sieben. Illustrationen von Kurt Schmischke. Blüchert Verlag, 1965 (Originaltitel: Three Cheers Secret Seven)
- Ein Geheimnis der Schwarzen Sieben. Illustrationen von Kurt Schmischke. Blüchert Verlag, 1965 (Originaltitel: Secret Seven Mystery)
- Weiter so, schwarze Sieben. Illustrationen von Kurt Schmischke. Mosaik Verlag, 1967 (Originaltitel: Go ahead, Secret Seven)

von Paul Gallico
- Der Tag, an dem das Meerschweinchen reden konnte. Illustrationen von Horst Lemke. S. Mohn Verlag, 1965 (Originaltitel: The Day the Guinea-Pig Talked)
- Der Tag, an dem das Meerschweinchen entführt wurde. Illustrationen von Horst Lemke. S. Mohn Verlag, 1966 (Originaltitel: The Day Jean-Pierre was Pignapped)
- Der Tag an dem das Meerschweinchen um die Welt flog. Illustrationen von Horst Lemke. S. Mohn Verlag, 1967 (Originaltitel: The Day Jean-Pierre Went Round the World)
- Vom mutigen Manxmaus-Mäuserich. Illustrationen von Horst Lemke. Bertelsmann Jugendbuchverlag, 1970 (Originaltitel: Manxmouse)
- Der Tag, an dem das Meerschweinchen zum Zirkus ging. Illustrationen von Horst Lemke. Bertelsmann Jugendbuchverlag, 1972. ISBN 3-570-07439-0 (Originaltitel: The Day Jean-Pierre Joined the Circus)

von Rosemary Weir
- Die Hafenhundebande. Illustrationen von Edith Schindler. S. Mohn Verlag, 1967 (Originaltitel: Mike's gang)
- Der kleinste Hund der Welt. Illustrationen von Edith Schindler. Bertelsmann Jugendbuchverlag, 1969 (Originaltitel: The smallest dog on earth)
- Bachulke mit dem halben Ohr. Illustrationen von Edith Schindler. Bertelsmann Jugendbuchverlag, 1970 (Originaltitel: Pyewacket)

von Maia Rodman
- Der Sohn des Toreros. Illustrationen von Alvin Smith. Herold Verlag, 1967 (Originaltitel: Shadow of a bull)
- Ein einziges Licht. Herold Verlag, 1969 (Originaltitel: A single light)

von Edward McLachlan
- Alex, mal die Ohren an. Bertelsmann Jugendbuchverlag, 1971 (Originaltitel: Simon in the land of chalk drawings)
- Alex malt Musiksoldaten. Bertelsmann Jugendbuchverlag, 1972 (Originaltitel: Simon and the chalk drawing army)
- Alex und die Mondrakete. Bertelsmann Jugendbuchverlag, 1973 (Originaltitel: Simon and the moon rocket)

von Roald Dahl
- Der Zauberfinger. Illustrationen von Edith Schindler. Bertelsmann Jugendbuchverlag, 1971 (Originaltitel: The magic finger)
- Herr Fuchs ist wirklich fabelhaft. Illustrationen von Edith Schindler. Bertelsmann Jugendbuchverlag, 1972 (Originaltitel: Fantastic Mister Fox)
- Charlie und der große gläserne Fahrstuhl. Bertelsmann Jugendbuchverlag, 1974. ISBN 3-570-07633-4 (Originaltitel: Charlie and the great glass elevator)

von John D. Fitzgerald
- Das hat der Kopf sich ausgedacht. Illustrationen von Mercer Meyer. Bertelsmann Jugendbuchverlag, 1972 (Originaltitel: The Great Brain)
- Tom, der Kopf, gaunert weiter. Illustrationen von Mercer Mayer. Bertelsmann Jugendbuchverlag, 1973. ISBN 3-570-07415-3 (Originaltitel: More adventures of the great brain)
- Mein kleiner Kopf ist auch nicht ohne. Illustrationen von Mercer Mayer. Bertelsmann Jugendbuchverlag, 1973. ISBN 3-570-07547-8 (Originaltitel: Me and my little brain)

weitere Autoren
- Fred Gipson: Sein Freund Jello. Illustrationen von Heiner Rothfuchs. Bertelsmann Verlag, 1959 (Originaltitel: Old Yeller)
- Ann Scott-Moncrieff: Die unmögliche Tante. Illustrationen von Eberhard Binder. S. Mohn Verlag, 1961 (Originaltitel: Auntie Robbo)
- Edward Watkin: Spin und Marty. Illustrationen von Kurt Schmischke. Blüchert Verlag, 1961 (Originaltitel: Marty Markham)
- Nicholas Kalashnikoff: Der Hengst vom Baikalsee. S. Mohn Verlag, 1961 (Originaltitel: Jumper)
- James Kennaway: Reise aus der Vergangenheit. Übersetzt mit Günther Steinbrinker. S. Mohn Verlag, 1962 (Originaltitel: Household Ghosts)
- Marion Garthwaite: Ins Tal der Goldsucher. Herold Verlag, 1964 (Originaltitel: Coarse Gold Gulch)
- Cecil Scott Forester: Drachen hat nicht jeder. Illustrationen von Wiltrud Roser. S. Mohn, 1966 (Originaltitel: Poo-Poo and the dragons)
- Peter Dawlish: Der pfiffige Pirat Jacko. S. Mohn Verlag, 1966 (Originaltitel: The boy Jacko)
- Frances Riker Duncombe: Glück wird nicht geschenkt. S. Mohn Verlag, 1967 (Originaltitel: Cassie's village)
- LouAnn Bigge Gaeddert: Lieschen lacht lieber laut. Illustrationen von Gioia Fiammenghi. S. Mohn Verlag, 1967 (Originaltitel: Noisy Nancy Norris)
- Jeff Brown: Der platte Eberhard. Illustrationen von Helen Brun. S. Mohn Verlag, 1967 (Originaltitel: Flat Stanley)
- Joseph Wharton Lippincott: Präriewolf. S. Mohn Verlag, 1967 (Originaltitel: Coyote, the wonder wolf)
- Robert M. Oksner: Der ungeschickte Zauberer. Illustrationen von Helen Brun. S. Mohn Verlag, 1968 (Originaltitel: The incompetent Wizard)
- Chester G. Osborne: Im Zeichen des silbernen Ankers. Bertelsmann Jugendbuchverlag, 1969 (Originaltitel: The silver anchor)
- Charles Perkins: Ein Bernhardiner für Charlie. Bertelsmann Jugendbuchverlag, 1970 (Originaltitel: Molly)
- Eleanor Estes: Die Kinder, die Hexen zaubern konnten. Illustrationen von Edward Ardizzone. Bertelsmann Jugendbuchverlag, 1971 (Originaltitel: The witch family)
- Robert Edmond Alter: Wasser, rot wie Blut. Illustrationen von Heiner Rothfuchs. Herold Verlag, 1971 (Originaltitel: Red Water)
- Eugenia Miller: Das Salamanderzeichen. Bertelsmann Jugendbuchverlag, 1971 (Originaltitel: The sign of the salamander)
- Howard Pease: Das Geheimnis der Maske. Hörnemann Verlag, 1971 (Originaltitel: Mystery on Telegraph Hill)
- Sulamith Ish-Kishor: Drusilla, Tochter des Senators. Bertelsmann Jugendbuchverlag, 1972 (Originaltitel: Drusilla)
- Alki Gulimis: Die wilde Lilie vom Parnass. Herold Verlag, 1973 (Originaltitel: Ho chrysaphenios krinos)
- Edna Mitchell Preston: Greuliche Griselda. Illustrationen von Ray Cruz. Bertelsmann Jugendbuchverlag, 1973. ISBN 3-570-07544-3 (Originaltitel: Horrible Hepzibah)
- Charles G. D. Roberts: Der rote Fuchs. Illustrationen von John Schoenherr. Hörnemann Verlag, 1973. ISBN 3-87384-131-2 (Originaltitel: Red fox)
- John Antrobus: Der Junge mit den Blinklichtmasern. Illustrationen von Franz Josef Tripp. Bertelsmann Jugendbuchverlag, 1974. ISBN 3-570-07613-X (Originaltitel: The boy with illuminated measles)
- Roderic Jeffries: Sturmflut. Herold Verlag, 1974. ISBN 3-7767-0146-3 (Originaltitel: Trapped)

#### Erwachsenenliteratur
- Cornelius Ryan: Der längste Tag: Normandie: 6. Juni 1944. S. Mohn Verlag, 1960 (Originaltitel: The longest Day)
- Howard Pease: Nach Singapur. S. Mohn Verlag, 1963 (Originaltitel: Bound for Singapore)
- Mark Twain: Zu Fuss durch Europa. Vandenhoeck & Ruprecht, 1963 (Originaltitel: A Tramp Abroad)
- Michael Hastings: Barbinegro. Mosaik Verlag, 1964 (Originaltitel: The Port of lost cargoes)
- Alan Williams: Zur Hölle mit Leila. Mosaik Verlag, 1965 (Originaltitel: Long Run south)
- Michael Hastings: Dunkelgrüner Tod. Mosaik Verlag,  1966 (Originaltitel: Death in deep green)
- Richard Collier: Adlertag: Die Luftschlacht um England, 6. Aug. – 15. Sept. 1940. Mosaik Verlag, 1966 (Originaltitel: Eagle day)